# ديك ميتز
ديك ميتز (بالإنجليزية: Dick Metz)‏ هو لاعب غولف أمريكي، ولد في 29 مايو 1908 في أركنساس سيتي في الولايات المتحدة، وتوفي بنفس المكان في 5 مايو 1993.

## وصلات خارجية
- ديك ميتز على موقع رابطة لاعبي الغولف المحترفين (الإنجليزية)